# Norvég keresztes hadjárat
A norvég keresztes hadjáratra az első keresztes hadjárat után, 1107–1110 között került sor, vezetője I. Sigurd norvég király volt. Sigurd volt az első európai király, aki személyesen vett részt keresztes hadjáratban és jutott el a Szentföldre. A hadjárat során, amelyet a korábbi viking támadásokhoz hasonlóan szerveztek és vezettek, a norvégok minden ütközetüket megnyerték és egy kis földsávot is elfoglaltak Szidón városa körül, ahol megalapították a Szidóni Grófságot.

## A hadjárat első része – utazás a Szentföldig

### Utazás Norvégiából Angliába (1107–1108)
I. Keresztes Sigurd király 1107 őszén hajózott ki kb. 5000 emberével és 60 hajóval Norvégiából. A hajóhad Anglia felé tartott, amit 1107 őszén – tél elején értek el. Angliában I. Henrik angol király befogadta és ellátta őket. A norvég had 1108 tavaszán hajózott ki Angliából.

### Harcok az Ibériai-félszigeten (1108–1109)
Több hónapi hajózás után a norvég flotta elérte Santiago de Compostela városát (a norvég feljegyzésekben Jakobsland), amely akkor a Galícia Királyság (Galizuland) része volt. A helyi földesúr kezdetben szívélyesen fogadta a norvégokat és megengedte, hogy átteleljenek. Azonban a tél szokatlanul kemény volt, és a helyiek megtagadták, hogy a norvégoknak élelmiszert adjanak el. Sigurd összegyűjtötte seregét és megtámadta a helyi földesúr kastélyát és teljesen kirabolták.
Miután 1109 tavaszán továbbindult a norvég flotta, a spanyol partok előtt kalózokkal találkoztak. Sigurd csatába bocsátkozott és számos kalózhajót elsüllyesztett, kb. 10-et pedig elfoglalt. Ezután továbbhajóztak a muszlim kézen lévő terület (Al-Andalus) felé és egy "Sintra" nevű helyen (feltehetően a mai Portugália területén található Sintra városa) kötöttek ki. Itt elfoglalták az erődítményt és a város lakosságából azokat, akik nem akarták felvenni a keresztény hitet, meggyilkolták. ezt követően Lisszabon felé hajóztak, amelynek akkor vegyes keresztény-muszlim lakossága volt. A norvégok elfoglalták és kirabolták ezt a várost is. A harmadik város, amit elfoglaltak, Alkasse volt (feltehetően a mai Alcácer do Sal, korabeli nevén Al Qaşr), ahol szintén megölték a városlakókat és teljesen kirabolták a várost.

### Harcok a Baleári-szigeteken (1109)

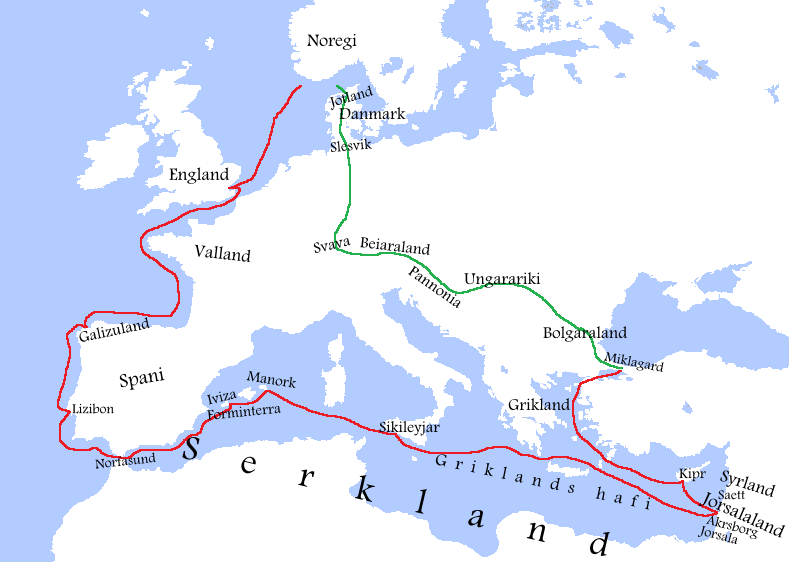
I. Sigurd útja Jeruzsálembe (vörös vonal) és vissza Norvégiába (zöld vonal), a hadjáratról tudósító Heimskringla (ónorvég nyelven írt legenda) alapján

A Gibraltári-szoroson való átkelés során legyőztek egy második kalózflottát, majd továbbra is a szaracénok által lakott területek (Serkland) mentén hajóztak észak felé a Földközi-tengeren (Griklands hafi) és elérték a Baleár-szigeteket. A szigeteket a keresztény világban akkor lényegében barbár kalózok fészkének és a rabszolgakereskedelem központjának tartották, és a norvégok habozás nélkül megtámadták.
Az első támadást Formentera sziget ellen intézték, ahol a norvég harcosok első alkalommal találkoztak nagy számban Blåmenn (vagyis fekete - szó szerint "Kék ember") és Serkir (szaracén) harcosokkal, akik egy barlangban húzták meg magukat. A rákövetkező csata a hadjárat legjobban dokumentált eseménye a fennmaradt forrásokban és feltehetően a kis sziget legjelentősebb történelmi eseménye. A győztes csata után a norvégok állítólag óriási zsákmányra tettek szert. Ezt követően sikeresen megtámadták Ibizát (Iviza) és Menorcát (Manork) is, bár a szigetcsoport legnagyobb tagját, Mallorcát elkerülték. Feltehetően a norvégok győzelmeiről szóló történetek inspirálták az 1113–1115-ös katalán–pisai expedíciót, amelynek során a keresztények elfoglalták a szigeteket.

### Szicília (1109)
A Baleári-szigetek után Szicília (Sikileyjar) felé hajóztak, ahol az uralkodó, az akkor feltehetően 12-13 éves II. Roger szicíliai gróf szívélyesen fogadta őket.

### A Szentföld (1110)
1110 nyarán a norvégok kihajóztak Szicíliából és végül megérkeztek a Szentföldre. Akko városban (Akrsborg) kötöttek ki, majd Jeruzsálembe (Jorsala) vonultak, ahol találkoztak I. Balduinnal, a Jeruzsálemi Királyság első uralkodójával. Balduin elkísérte a norvég sereget a Jordán folyóig és vissza Jeruzsálembe.

### Szidón elfoglalása (1110)
Amikor Balduin elhatározta, hogy a szíriai (Sýrland), akkor még muzulmán kézen lévő Szidón (Sætt) város ellen vonul, Sigurd és serege csatlakoztak hozzá. A várost az egyesült keresztes sereg elfoglalta, majd megalapították a Szidóni Báróságot. A bárói címet az egyik francia keresztes lovag, Eustace Grenier kapta.
Szentföldi tartózkodásuk alatt a norvégok rengeteg kincset és ereklyéket kaptak, többek között a Szent Kereszt egy darabkáját, amelyet Szent Olaf sírjához kellett visszavinniük. Ezt az ereklyét azzal a feltétellel kapták meg, hogy amerre járnak, terjesztik a kereszténységet.

## A visszaút Norvégiába

### A Szentföldről Konstantinápolyba (1110)

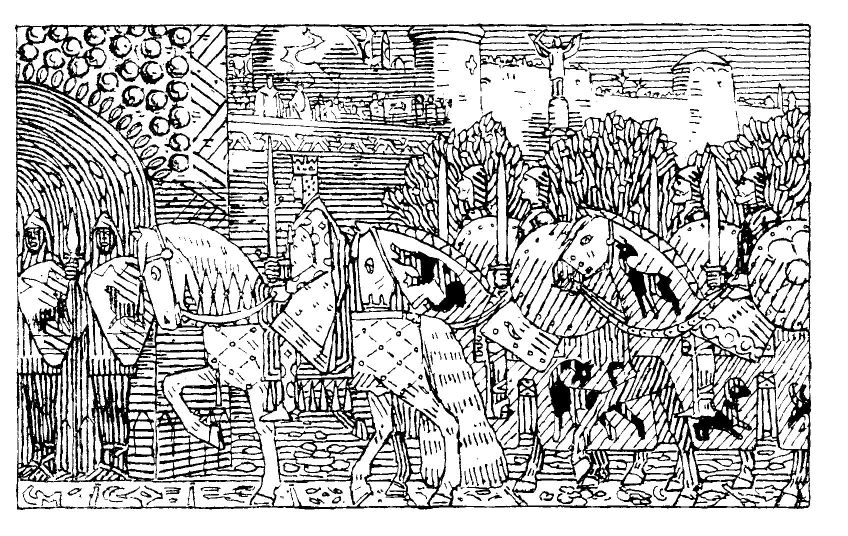
Sigurd király és katonái belovagolnak Miklagardba (Konstantinápolyba) (Gerhard Munthe festménye).

Szidón bevétele után Sigurd elhatározta, hogy visszatér Norvégiába. Először Ciprus felé hajóztak és itt pihentek egy kicsit, mielőtt kikötöttek volna egy Engilsnes néven azonosított városban. Itt is vártak egy kicsit, mivel Sigurd kedvező széllel akart behajózni Konstantinápolyba (Miklagard).
Amikor végül megérkeztek, a norvégokat rendkívül lenyűgözte a Bizánci Birodalom gazdagsága, a partok mentén látott várak, kastélyok, városok és falvak sokasága. A bizánciakat pedig hasonlóképpen lenyűgözte a norvég flotta – a város népe kiözönlött a kikötőbe, hogy megcsodálja őket, és I. Alexiosz bizánci császár is szívélyesen fogadta őket.

### Szárazföldi úton Norvégiába (1110–1113?)
Sigurd ezt követően hazaindult a Bolgár Császárság (Bolgaraland) és a Magyar Királyság (Ungararíki), majd Svábföld (Sváva) és Bajorország (Beiaraland) érintésével. Bajorországban találkozott III. Lothár német-római császárral. Németországon átvonulva Dániába érkezett, ahol Niels Svensson dán király megajándékozta egy hajóval, amely végül hazaszállította a királyt és kíséretét.

## Fordítás
- Ez a szócikk részben vagy egészben  a   Norwegian Crusade című angol Wikipédia-szócikk fordításán alapul.  Az eredeti cikk szerkesztőit annak laptörténete sorolja fel. Ez a jelzés csupán a megfogalmazás eredetét és a szerzői jogokat jelzi, nem szolgál a cikkben szereplő információk forrásmegjelöléseként.